# 泰尔南 (涅夫勒省)
泰尔南（法語：Ternant，法語發音：[tɛʁnɑ̃]）是法国涅夫勒省的一个市镇，属于希农堡（城）区。

## 地理
泰尔南（46°45'1"N, 3°50'20"E）面积19.38 平方千米，位于法国勃艮第-弗朗什-孔泰大區涅夫勒省，该省份为法国中部省份，北至约讷省，西北接卢瓦雷省，西接谢尔省，南至阿列省，东南接索恩-卢瓦尔省，东临科多尔省。
与泰尔南接壤的市镇（或旧市镇、城区）包括：萨维尼普瓦勒福勒、索姆河畔克雷西、拉诺克勒-莫莱、圣塞纳、塔济伊。

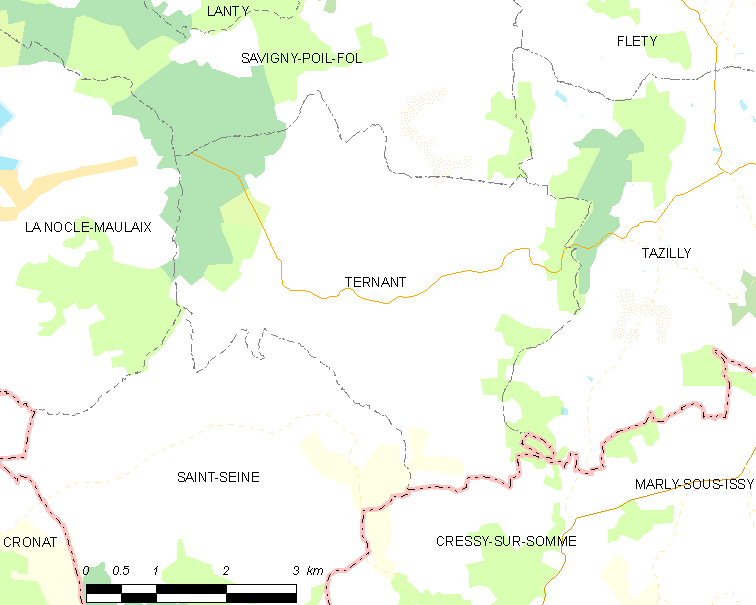
的OSM定位图

泰尔南的时区为UTC+01:00、UTC+02:00（夏令时）。

## 行政
泰尔南的邮政编码为58250，INSEE市镇编码为58289。

## 政治
泰尔南所属的省级选区为吕济县。

## 人口

1962-2008年间人口变化图示

泰尔南于2022年1月1日时的人口数量为167人。